# Leïla Bekhti
Leïla Bekhti (Issy-les-Moulineaux, 6 de março de 1984) é uma atriz francesa de origem argelina.

### Vida privada
Em 2010, Leïla Bekhti casou com o ator Tahar Rahim . Dessa união, nasceu em julho de 2017 um filho chamado Souleiman, em fevereiro de 2020, veio uma filha, e em junho de 2021 um terceiro filho.